# Cheilosa montana
Cheilosa montana ist ein Baum in der Familie der Wolfsmilchgewächse aus dem mittleren Südostasien. Es ist die einzige Art der Gattung Cheilosa.

## Beschreibung
Cheilosa montana wächst als Baum bis etwa 30 Meter hoch. Der an der Basis geriffelte Stamm erreicht etwa 50 Zentimeter Durchmesser.
Die einfachen und gestielten, kahlen Laubblätter sind wechselständig. Der bis 8,5 Zentimeter lange Blattstiel ist basal und an der Spitze verdickt. Die spitzen bis bespitzten oder abgerundeten Blätter sind am Rand meist entfernt leicht gesägt, gekerbt bis feingezähnt. Sie sind bis 32,5 Zentimeter lang und bis 16 Zentimeter breit. Der Blattrand besitzt unterseits teils Drüsen an den Zähnchen. Die Blätter sind unterseits leicht behaart. Die sehr kleinen Nebenblätter sind früh abfallend.
Cheilosa montana ist zweihäusig diözisch. Es werden end- oder achselständige sowie ramiflore, astständige und traubige bis rispige, seidig behaarte Blütenstände gebildet. Es sind verschiedene kleine Trag- und Deckblätter vorhanden. Die sehr kleinen, gestielten Blüten mit einfacher Blütenhülle sind grünlich und meist fünfzählig, die Kronblätter fehlen. Die meist 5 eiförmigen, leicht seidig behaarten Kelchblätter sind frei und dachig, sie sind bis 1,5–3,2 Millimeter lang. Bei den männlichen Blüten sind 9–10 freie Staubblätter in zwei Kreisen und ein Pistillode vorhanden. Die etwas größeren weiblichen Blüten besitzen einen oberständigen, mehrkammerigen (3–4) und kurz behaarten, eiförmigen Fruchtknoten mit fast sitzenden, zungenförmigen und oberseits papillösen, ausladenden sowie kurz zweispaltigen Narbenlappen. Es ist jeweils ein behaarter und oft gelappter Diskus vorhanden.
Es werden 3,5–5 Zentimeter große, rundliche bis eiförmig und grünliche bis gelbe, feinhaarige, holzig-korkige Kapselfrüchte mit bis zu drei Samen gebildet. Die 2,5–3,3 Zentimeter großen, schwärzlichen und glatten, eiförmigen Samen sind von einem orangen, öligen Arillus umhüllt.

## Verbreitung
Cheilosa montana kommt in Malaysia, Sumatra, Borneo, Java und auf den Philippinen vor.

## Verwendung
Die Früchte sind essbar bzw. wohl der Arillus.